# Бочарніков Сергій Вадимович
Бочарніков Сергій Вадимович (28 лютого 1988 , Харків ) - російський та білоруський біатлоніст. Майстер спорту. Від листопада 2015 року виступає за збірну Білорусі. Дворазовий чемпіон Європи 2020 року.

## Спортивна кар'єра
Біатлоном почав займатися у 17 років, учасник зимової Універсіади 2011 року. Срібний призер чемпіонату Росії-2014 та бронзовий призер чемпіонату Росії-2012 в естафеті в складі збірної Москви. У сезоні 2013-14 взяв участь у Кубку IBU, посівши 63-тє місце у загальному заліку. Найкращий результат на етапах Кубка IBU – 3 місце в індивідуальній гонці на етапі в Обертіліяху в грудні 2018 року. Від сезону 2015-2016 Бочарніков виступає за збірну Білорусі. У її складі він дебютував на етапах Кубка світу.

## Результати за кар'єру
Усі результати наведено за даними Міжнародного союзу біатлоністів.

### Олімпійські ігри
| Змагання                        | Інд. гонка | Спринт | Гонка пер. | Мас-старт | Естафета | Змішана ес. |
| Олімпійські ігри 2018 Пхьончхан | 18         | 42     | 37         | —         | 8        | 5           |

### Чемпіонати світу
| Змагання                  | Інд. гонка | Спринт | Гонка пер. | Мас-старт | Естафета | Змішана ес. | Од. змішана ес. |
| ------------------------- | ---------- | ------ | ---------- | --------- | -------- | ----------- | --------------- |
| Гохфільцен 2017           | 40         | 45     | 40         | —         | 19       | 22          | Не пр.          |
| Естерсунд 2019            | 49         | 73     | —          | —         | 10       | 13          | —               |
| Антгольц-Антерсельва 2020 | 81         | 86     | —          | —         | 9        | 12          | —               |
| Поклюка 2021              | 68         | 32     | 54         | —         |          | 14          | —               |

### Кубки світу
- Найвище місце в загальному заліку: 34-те 2021 року
- Найвище місце в окремій гонці: 15.

#### Підсумки в Кубку світу за роками
| Сезон     | Заг. залік | Спринт | Гонка пер. | Інд. гонка | Мас-старт |
| 2015-2016 | 99         | 85     | -          | -          | -         |
| 2016-2017 | 58         | 59     | 52         | 64         | -         |
| 2017-2018 | 48         | 46     | 47         | 39         | -         |
| 2018-2019 | 78         | 68     | 70         | -          | -         |
| 2019-2020 | 48         | 42     | 59         | 44         | 48        |
| 2020-2021 | 34         | 29     | 31         | 47         | 38        |

### Чемпіонати Європи
- Бронзова медаль у змішаній естафеті 2019 року.

### Кубки IBU
- 1 п'єдестал.